# Premios Estilete de Plata
Los premios Estilete de Plata  (Zilveren Griffel en idioma neerlandés) son unos premios literarios que anualmente otorga la «Fundación para la Promoción del Libro Neerlandés» o Stichting Collectieve Propaganda van Het Nederlandse Boek.

## Organización otorgante
La «Fundación para la Promoción del Libro Neerlandés», también conocida por las iniciales CPNB es una organización creada en 1983 por la Nederlandse Boekverkopersbond (federación de libreros neerlandeses) y la Groep Algemene Uitgevers (agrupación de editores).
Ambos socios contribuyen al 50 % en su presupuesto y tienen la misma representación en sus órganos de gobierno. Su objetivo es la promoción de libro y la lectura en los Países Bajos para lo que, cada año, organizan diversas acciones. Entre estas actividades se encuentra la «semana del libro infantil» que se celebra anualmente durante 10 días en el mes de octubre.

## Características

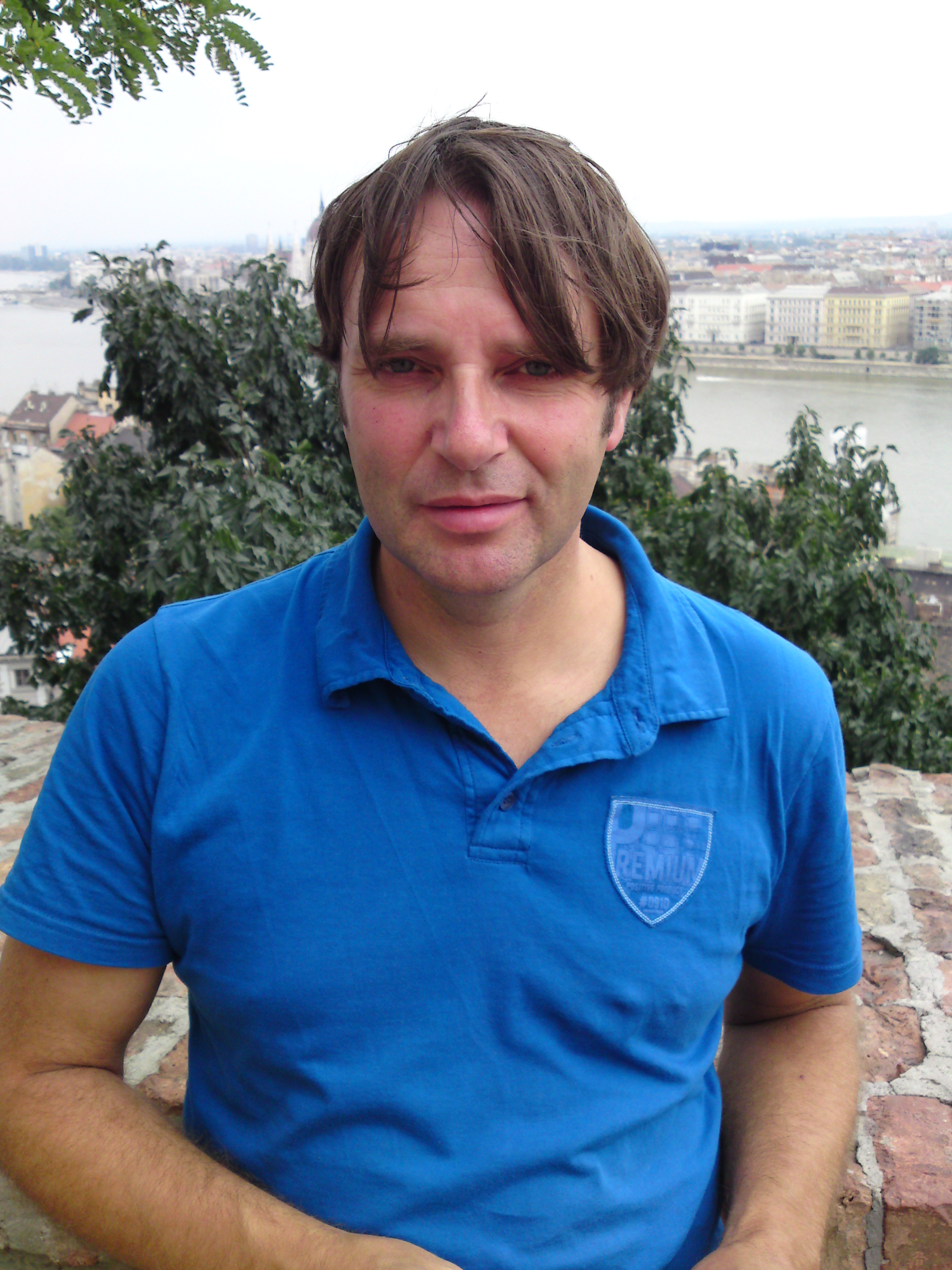
Edward van de Vendel uno de los galardonados en 2016 dentro de la categoría de obras divulgativas.

Los premios Estilete de Plata son concedidos por la CPNB tras la recomendación de un jurado independiente. Se otorgan tanto a obras neerlandesas como a extranjeras que han sido traducidas a este idioma.
Junto a ellos, también se otorgan galardones para los ilustradores: «Pinceles de Plata» (Zilveren Penselen) para los holandeses y «Paletas de Plata» (Zilveren Paletten) para los extranjeros.
Los Estilete de Plata premian a los mejores libros infantiles que hayan sido publicados el año anterior y constan de cinco categorías:
1) Obras para niños hasta seis años.
2) Obras para niños desde los seis años.
3) Obras para niños desde los nueve años.
4) Obras divulgativas.
5) Poesía.
Dentro de cada categoría se premian dos obras por lo que se conceden un total de diez galardones.

## Ganadores
En las últimas ediciones fueron concedidos estos galardones a las siguientes obras:
| Premios Estilete de Plata (Zilveren Griffel) |                                   |                                               |                                       |
| Edición                                      | Categoría                         | Autor/a                                       | Obra                                  |
| 2017                                         | Obras para niños hasta 6 años     | Bibi Dumon Tak                                | Siens hemel                           |
| 2017                                         | Obras para niños hasta 6 años     | Maranke Rinck                                 | Tangramkat                            |
| 2017                                         | Obras para niños desde los 6 años | Martine Letterie                              | Kinderen met een ster                 |
| 2017                                         | Obras para niños desde los 6 años |                                               |                                       |
| 2017                                         | Obras para niños desde los 9 años | Anna Woltz                                    | Alaska                                |
| 2017                                         | Obras para niños desde los 9 años | Koos Meinderts                                | Naar het noorden                      |
| 2017                                         | Obras divulgativas                | Daan Remmerts de Vries                        | T.rex Trix in Naturalis               |
| 2017                                         | Obras divulgativas                | Bette Westera                                 | Baby’tje in mama’s buik               |
| 2017                                         | Poesía                            | No se dio un premio en la categoría de poesía |                                       |
| 2017                                         | Poesía                            |                                               |                                       |
| 2016                                         | Obras para niños hasta 6 años     | Tjibbe Veldkamp                               | Kom uit die kraan!                    |
| 2016                                         | Obras para niños hasta 6 años     | Imme Dros                                     | Tijs en de eenhoorn                   |
| 2016                                         | Obras para niños desde los 6 años | Joke van Leeuwen                              | Mooi boek                             |
| 2016                                         | Obras para niños desde los 6 años | Toon Tellegen                                 | De tuin van de walvis                 |
| 2016                                         | Obras para niños desde los 9 años | Anna Woltz                                    | Gips                                  |
| 2016                                         | Obras para niños desde los 9 años | Daan Remmerts de Vries                        | Groter dan de lucht, erger dan de zon |
| 2016                                         | Obras divulgativas                | Joukje Akveld                                 | Een aap op de wc                      |
| 2016                                         | Obras divulgativas                | Edward van de Vendel                          | Stem op de okapi                      |
| 2016                                         | Poesía                            | Monique en Hans Hagen                         | Nooit denk ik aan niets               |
| 2016                                         | Poesía                            | Ted van Lieshout                              | Rond vierkant vierkant rond           |
| 2015                                         | Obras para niños hasta 6 años     | Drew Daywalt                                  | De krijtjes staken                    |
| 2015                                         | Obras para niños hasta 6 años     | Daan Remmerts de Vries                        | Soms laat ik je even achter           |
| 2015                                         | Obras para niños desde los 6 años | Håkon Øvreås                                  | Bruno wordt een superheld             |
| 2015                                         | Obras para niños desde los 6 años | Sylvia Vanden Heede                           | Een afspraakje in het bos             |
| 2015                                         | Obras para niños desde los 9 años | Sjoerd Kuyper                                 | Hotel De Grote L                      |
| 2015                                         | Obras para niños desde los 9 años | Dirk Weber                                    | De goochelaar, de geit en ik          |
| 2015                                         | Obras divulgativas                | Stine Jensen                                  | Lieve Stine, weet jij het?            |
| 2015                                         | Obras divulgativas                | Annet Huizing                                 | Hoe ik per ongeluk een boek schreef   |
| 2015                                         | Poesía                            | Bette Westera                                 | Doodgewoon                            |
| 2015                                         | Poesía                            |                                               |                                       |